# 거울우주
거울우주(Mirror Universe)는 스타트랙(Star Trek)의 주요 설정인 현실과 가상의 우주가 나란히 존재하지만 별개의 평행 우주인 Star Trek SF의 여러 이야기의 설정중 주요 우주관이다. 스타 트렉의 메인 세계와 비슷하지만 더 폭력적이고 기회주의적인 도플갱어들(doppelgängers)로 가득 차 있을수있다. 거울우주(Mirror Universe)는 스타 트렉: 오리지널 시리즈(Star Trek: The Original Series,약칭:TOS)의 한 에피소드, 스타 트렉: 딥 스페이스 나인(Star Trek: Deep Space Nine,약칭:DS9)의 5개 에피소드, 스타 트렉: 엔터프라이즈(Star Trek: Enterprise,약칭:ENT)의 2부작 에피소드 및 스타 트렉: 디스커버리(Star Trek: Discovery,약칭:DSC)의 스토리라인과 여러 비캐논 스타트렉 연계 작품에 플롯(plot)의 기반이 되어주는 우주관이다. 처음 등장한 오리지널 시리즈 에피소드인 '거울아, 거울아'("Mirror, Mirror"}의 이름을 따서 명명되었다.

## TOS
| 시리즈(Series) | #(No.)        | 타이틀(Title)                 | 오버뷰(Overview) |
| -------------- | ------------- | ----------------------------- | --- |
| TOS            | (Season 2) #4 | 거울아,거울아(Mirror, Mirror) | 엔터프라이즈호 스타쉽(Star ship)은 테란 제국의 우주선이 된다. 이러한 거울우주(Mirror Universe) 설정은 이후 스타트랙의 주요한 플롯으로 재조명되었다. |
| TOS            | (Season 3) #9 | 톨리언 웹(The Tholian Web)    | 스타 트렉: 엔터프라이즈 에피소드 '거울속에서, 은밀하게'("In a Mirror, Darkly")는 '톨리언 웹'의 시퀄(sequel)이자 프리퀄(prequel)이다.                |

## 거울
각각의 평형우주는 자기쪽을 프라임(prime)으로 상대방쪽을 거울(mirror)이라고 여길 수 있다.
그러나 거울우주에대한 존재여부는 묵시적으로 알려지지않은 사실로 간주된다.

## 테란제국
테란 제국(Terran Empire)은 스타 트렉 시리즈의 여러 에피소드에서 등장하는 거울 우주(Mirror Universe)에서의 행성 연합에 대한 평행우주로서 테란 제국을 보여준다.
행성 연합에 대해서 테란 제국을 보여주는 평행우주인 거울우주는 연합국을  제국으로 비추어 보여주는것으로 설정함으써 동일한 인물(캐릭터)들이 전혀 상반된다보 여결질만한 캐릭터들(characters)로 재구성될 수 있도록 강력한 플롯 기반으로 제공한다.
한편 'Terra'(테라)는 라틴어등에서 여성형의 대지(흙 또는 땅)을 의미한다.

## 같이 보기
- 스타트랙 외계인종족
- 멀티버스